# Velveteen
Velveteen è il secondo album del gruppo musicale britannico Transvision Vamp, pubblicato dall'etichetta discografica MCA nel 1989.
L'album, disponibile su long playing, musicassetta e compact disc, è prodotto da Zeus B. Held e Duncan Bridgeman, che cura anche gli arrangiamenti. I brani sono interamente composti dal chitarrista del gruppo, Nick Christian Sayer, eccetto Falling for a Goldmine, firmato anche da M. Myers.
Dal disco vengono tratti quattro singoli: Baby I Don't Care, The Only One, Landslide of Love e Born to Be Sold.

## Tracce

### Lato A
1. Baby I Don't Care
2. The Only One
3. Landslide of Love
4. Falling for a Goldmine
5. Down on You
6. Song to the Stars

### Lato B
1. Kiss Their Sons
2. Born to Be Sold
3. Pay the Ghosts
4. Bad Valentine
5. Velveteen